# Ctenucha reducta
Ctenucha reducta är en fjärilsart som beskrevs av Rothschild 1912. Ctenucha reducta ingår i släktet Ctenucha och familjen björnspinnare. Inga underarter finns listade i Catalogue of Life.